# بولیگال
بولیگال (به انگلیسی: Booligal) یک شهرک در استرالیا است که در نیو ساوت ولز واقع شده‌است.